# Kopalasingham Sritharan
Kopalasingham Sritharan là nhà hoạt động nhân quyền người Tamil. Ông đã cùng với Rajan Hoole điều hành University Teachers for Human Rights.
Năm 2007 ông đã được trao Giải Martin Ennals chung với Rajan Hoole.